# Unione degli Stati Sovrani
     Repubbliche che hanno supportato la riforma prima e dopo il golpe d'agosto (Russia, Bielorussia, Kazakistan, Uzbekistan, Turkmenistan, Kirghizistan, Tajikistan).
     Repubbliche che hanno supportato la riforma fino al golpe d'agosto, successivamente indirizzati verso la totale indipendenza (Azerbaigian e Ucraina).
     Repubbliche che non hanno mai preso atto alla riforma e indirizzate verso l'indipendenza (Lituania, Lettonia, Estonia, Moldavia, Georgia, Armenia).

Repubbliche che hanno supportato la riforma prima e dopo il golpe d'agosto (Russia, Bielorussia, Kazakistan, Uzbekistan, Turkmenistan, Kirghizistan, Tajikistan).
Repubbliche che hanno supportato la riforma fino al golpe d'agosto, successivamente indirizzati verso la totale indipendenza (Azerbaigian e Ucraina).
Repubbliche che non hanno mai preso atto alla riforma e indirizzate verso l'indipendenza (Lituania, Lettonia, Estonia, Moldavia, Georgia, Armenia).

L'Unione degli Stati Sovrani (in russo Сою́з Сувере́нных Госуда́рств?, Sojuz Suverennych Gosudarstv; ССГ, SSG) fu un progetto di riforma dell'Unione Sovietica voluto da Michail Gorbačëv, mai attuato a causa del tentato colpo di Stato in Unione Sovietica avvenuto nell'agosto del 1991.

## Storia
Verso il tramonto degli anni '80, l'Unione Sovietica stava assistendo ad una crisi senza precedenti delle sue istituzioni: nelle tre Repubbliche baltiche occupate dal 1940, si verificarono a partire dal 1987 enormi manifestazioni che sfiorarono inizialmente alla richiesta di un governo democratico e il ripristino della propria identità nazionale e con il passare del tempo, alla richiesta della totale indipendenza dall'Unione Sovietica; nel Caucaso erano oramai quotidiani scontri fra armeni e azeri per il controllo dell'Oblast' autonoma del Nagorno Karabakh; il ritiro delle truppe sovietiche dall'Afghanistan nel 1989; l'economia oramai al collasso e anche fuori dall'URSS, il crollo del muro di Berlino, la dissoluzione di tutti i regimi comunisti dell'Europa dell'Est e quindi la fine dell'influenza sovietica, aggravò ulteriormente la situazione. 

### Sviluppo
Il progetto prevedeva la possibilità alle repubbliche interessate alla sua creazione, una maggiore autonomia, l'iniziativa economica e un sistema elettivo più democratico, tuttavia il progetto, dopo il tentato colpo di Stato, nonostante le varie intenzioni degli Stati perse d'interesse, e via via dichiararono l'indipendenza.
Il 25 dicembre 1991 Gorbačëv si dimise da presidente dell'URSS, e il giorno dopo l'Unione Sovietica viene ufficialmente sciolta dal Soviet Supremo.
Il principio viene tuttavia riutilizzato nella creazione della Comunità degli Stati Indipendenti, un'unione regionale e non più una confederazione.